# Copa Heineken 2003–04
A Copa Heineken 2003-04 foi a 9ª edição do evento e foi vencida pelo London Wasps.

## Times
| Grupo 1                                                          | Grupo 2                                                         | Grupo 3                                                             | Grupo 4                                                             | Grupo 5                                                          | Grupo 6                                                        |
| ---------------------------------------------------------------- | --------------------------------------------------------------- | ------------------------------------------------------------------- | ------------------------------------------------------------------- | ---------------------------------------------------------------- | -------------------------------------------------------------- |
| - Leicester Tigers - Newport RFC - Stade Français - Ulster Rugby | - Edinburgh Rugby - Leeds Carnegie - Ospreys - Stade Toulousain | - Biarritz Olympique - Cardiff Blues - Leinster Rugby - Sale Sharks | - Border Reivers - Llanelli Scarlets - Northampton Saints - SU Agen | - Benetton Treviso - Bourgoin - Gloucester Rugby - Munster Rugby | - Celtic Warriors - London Wasps - Rugby Calvisano - Perpignan |

## Primeira fase

### Grupo 1
| 6 dezembro, 2003 |         |                  |                  |
| Stade Français   | 26 - 15 | Leicester Tigers | Stade Jean Bouin |
|                  |         |                  | Stade Jean Bouin |

| 7 dezembro, 2003 |         |              |               |
| Newport RFC      | 24 - 15 | Ulster Rugby | Rodney Parade |
|                  |         |              | Rodney Parade |

| 12 dezembro, 2003 |         |                |           |
| Ulster Rugby      | 22 - 20 | Stade Français | Ravenhill |
|                   |         |                | Ravenhill |

| 14 dezembro, 2003 |        |             |              |
| Leicester Tigers  | 34 - 3 | Newport RFC | Welford Road |
|                   |        |             | Welford Road |

| 10 janeiro, 2004 |         |                |               |
| Newport RFC      | 20 - 12 | Stade Français | Rodney Parade |
|                  |         |                | Rodney Parade |

| 11 janeiro, 2004 |        |                  |           |
| Ulster Rugby     | 33 - 0 | Leicester Tigers | Ravenhill |
|                  |        |                  | Ravenhill |

| 17 janeiro, 2004 |        |              |              |
| Leicester Tigers | 49 - 7 | Ulster Rugby | Welford Road |
|                  |        |              | Welford Road |

| 18 janeiro, 2004 |        |             |                  |
| Stade Français   | 37 - 0 | Newport RFC | Stade Jean Bouin |
|                  |        |             | Stade Jean Bouin |

| 24 janeiro, 2004 |         |              |                  |
| Stade Français   | 13 - 10 | Ulster Rugby | Stade Jean Bouin |
|                  |         |              | Stade Jean Bouin |

| 24 janeiro, 2004 |         |                  |               |
| Newport RFC      | 20 - 26 | Leicester Tigers | Rodney Parade |
|                  |         |                  | Rodney Parade |

| 30 janeiro, 2004 |         |                |              |
| Leicester Tigers | 13 - 26 | Stade Français | Welford Road |
|                  |         |                | Welford Road |

| 30 janeiro, 2004 |        |             |           |
| Ulster Rugby     | 22 - 0 | Newport RFC | Ravenhill |
|                  |        |             | Ravenhill |

Classificação
| Time             | J | V | E | D | T+ | T- | T+/- | P+  | P-  | P+/- | 4+ | 7- | Pts |
| ---------------- | - | - | - | - | -- | -- | ---- | --- | --- | ---- | -- | -- | --- |
| Stade Français   | 6 | 4 | 0 | 2 | 11 | 8  | 3    | 134 | 80  | 54   | 1  | 1  | 18  |
| Leicester Tigers | 6 | 3 | 0 | 3 | 17 | 10 | 7    | 137 | 115 | 22   | 3  | 0  | 15  |
| Stade Français   | 6 | 3 | 0 | 3 | 10 | 9  | 1    | 109 | 106 | 3    | 1  | 1  | 14  |
| Ulster Rugby     | 6 | 2 | 0 | 4 | 5  | 16 | −11  | 67  | 146 | −79  | 0  | 1  | 9   |

Legenda: J Jogos, V Vitórias, E Empates, D Derrotas, T+ T- T+/- Tries a favor contra saldo, P+ P- P+/- Pontos a favor contra saldo, 4+ Bônus ofensivo, 7- Bônus defensivo, PTs Pontos,

### Grupo 2
| 7 dezembro, 2003 |         |                  |                    |
| Edinburgh Rugby  | 23 - 16 | Stade Toulousain | Meadowbank Stadium |
|                  |         |                  | Meadowbank Stadium |

| 7 dezembro, 2003 |         |         |                    |
| Leeds Carnegie   | 29 - 20 | Ospreys | Headingley Stadium |
|                  |         |         | Headingley Stadium |

| 12 dezembro, 2003 |         |                 |            |
| Ospreys           | 16 - 32 | Edinburgh Rugby | St Helen's |
|                   |         |                 | St Helen's |

| 12 dezembro, 2003 |        |                |                     |
| Stade Toulousain  | 19 - 3 | Leeds Carnegie | Stade Ernest Wallon |
|                   |        |                | Stade Ernest Wallon |

| 9 janeiro, 2004 |        |                |                    |
| Edinburgh Rugby | 19 - 9 | Leeds Carnegie | Meadowbank Stadium |
|                 |        |                | Meadowbank Stadium |

| 10 janeiro, 2004 |        |         |                     |
| Stade Toulousain | 29 - 6 | Ospreys | Stade Ernest Wallon |
|                  |        |         | Stade Ernest Wallon |

| 16 janeiro, 2004 |         |                  |           |
| Ospreys          | 11 - 29 | Stade Toulousain | The Gnoll |
|                  |         |                  | The Gnoll |

| 18 janeiro, 2004 |        |                 |                    |
| Leeds Carnegie   | 0 - 23 | Edinburgh Rugby | Headingley Stadium |
|                  |        |                 | Headingley Stadium |

| 23 janeiro, 2004 |         |         |                    |
| Edinburgh Rugby  | 33 - 15 | Ospreys | Meadowbank Stadium |
|                  |         |         | Meadowbank Stadium |

| 25 janeiro, 2004 |         |                  |                    |
| Leeds Carnegie   | 22 - 31 | Stade Toulousain | Headingley Stadium |
|                  |         |                  | Headingley Stadium |

| 31 janeiro, 2004 |        |                |            |
| Ospreys          | 10 - 3 | Leeds Carnegie | St Helen's |
|                  |        |                | St Helen's |

| 31 janeiro, 2004 |        |                 |                     |
| Stade Toulousain | 33 - 0 | Edinburgh Rugby | Stade Ernest Wallon |
|                  |        |                 | Stade Ernest Wallon |

Classificação
| Time             | J | V | E | D | T+ | T- | T+/- | P+  | P-  | P+/- | 4+ | 7- | Pts |
| ---------------- | - | - | - | - | -- | -- | ---- | --- | --- | ---- | -- | -- | --- |
| Stade Toulousain | 6 | 5 | 0 | 1 | 18 | 7  | 11   | 157 | 65  | 92   | 4  | 1  | 25  |
| Edinburgh Rugby  | 6 | 5 | 0 | 1 | 14 | 7  | 7    | 130 | 89  | 41   | 2  | 0  | 22  |
| Leeds Carnegie   | 6 | 1 | 0 | 5 | 5  | 11 | −6   | 66  | 122 | −56  | 0  | 1  | 5   |
| Ospreys          | 6 | 1 | 0 | 5 | 6  | 18 | −12  | 78  | 155 | −77  | 0  | 0  | 4   |

Legenda: J Jogos, V Vitórias, E Empates, D Derrotas, T+ T- T+/- Tries a favor contra saldo, P+ P- P+/- Pontos a favor contra saldo, 4+ Bônus ofensivo, 7- Bônus defensivo, PTs Pontos,

### Grupo 3
| 6 dezembro, 2003 |        |                    |                |
| Leinster Rugby   | 32 - 6 | Biarritz Olympique | Lansdowne Road |
|                  |        |                    | Lansdowne Road |

| 6 dezembro, 2003 |         |               |              |
| Sale Sharks      | 26 - 24 | Cardiff Blues | Edgeley Park |
|                  |         |               | Edgeley Park |

| 12 dezembro, 2003 |         |                |                   |
| Cardiff Blues     | 19 - 24 | Leinster Rugby | Cardiff Arms Park |
|                   |         |                | Cardiff Arms Park |

| 13 dezembro, 2003  |        |             |                          |
| Biarritz Olympique | 31 - 3 | Sale Sharks | Parc des Sports Aguilera |
|                    |        |             | Parc des Sports Aguilera |

| 9 janeiro, 2004 |         |             |                |
| Leinster Rugby  | 22 - 23 | Sale Sharks | Lansdowne Road |
|                 |         |             | Lansdowne Road |

| 10 janeiro, 2004   |         |               |                          |
| Biarritz Olympique | 35 - 20 | Cardiff Blues | Parc des Sports Aguilera |
|                    |         |               | Parc des Sports Aguilera |

| 17 janeiro, 2004 |         |                    |                   |
| Cardiff Blues    | 21 - 20 | Biarritz Olympique | Cardiff Arms Park |
|                  |         |                    | Cardiff Arms Park |

| 18 janeiro, 2004 |         |                |              |
| Sale Sharks      | 16 - 23 | Leinster Rugby | Edgeley Park |
|                  |         |                | Edgeley Park |

| 23 janeiro, 2004 |         |               |                |
| Leinster Rugby   | 20 - 17 | Cardiff Blues | Lansdowne Road |
|                  |         |               | Lansdowne Road |

| 25 janeiro, 2004 |        |                    |              |
| Sale Sharks      | 0 - 15 | Biarritz Olympique | Edgeley Park |
|                  |        |                    | Edgeley Park |

| 31 janeiro, 2004 |        |             |                   |
| Cardiff Blues    | 22 - 7 | Sale Sharks | Cardiff Arms Park |
|                  |        |             | Cardiff Arms Park |

| 31 janeiro, 2004   |         |                |                          |
| Biarritz Olympique | 32 - 21 | Leinster Rugby | Parc des Sports Aguilera |
|                    |         |                | Parc des Sports Aguilera |

Classificação
| Time               | J | V | E | D | T+ | T- | T+/- | P+  | P-  | P+/- | 4+ | 7- | Pts |
| ------------------ | - | - | - | - | -- | -- | ---- | --- | --- | ---- | -- | -- | --- |
| Biarritz Olympique | 6 | 4 | 0 | 2 | 18 | 12 | 6    | 139 | 97  | 42   | 3  | 1  | 20  |
| Leinster Rugby     | 6 | 4 | 0 | 2 | 13 | 11 | 2    | 142 | 113 | 29   | 1  | 1  | 18  |
| Cardiff Blues      | 6 | 2 | 0 | 4 | 13 | 13 | 0    | 123 | 132 | −9   | 0  | 3  | 11  |
| Sale Sharks        | 6 | 2 | 0 | 4 | 6  | 14 | −8   | 75  | 137 | −62  | 0  | 1  | 9   |

Legenda: J Jogos, V Vitórias, E Empates, D Derrotas, T+ T- T+/- Tries a favor contra saldo, P+ P- P+/- Pontos a favor contra saldo, 4+ Bônus ofensivo, 7- Bônus defensivo, PTs Pontos,

### Grupo 4
| 5 dezembro, 2003  |        |                    |              |
| Llanelli Scarlets | 14 - 9 | Northampton Saints | Stradey Park |
|                   |        |                    | Stradey Park |

| 6 dezembro, 2003 |        |         |                |
| SU Agen          | 27 - 8 | SU Agen | Stade Armandie |
|                  |        |         | Stade Armandie |

| 13 dezembro, 2003  |         |         |                    |
| Northampton Saints | 25 - 10 | SU Agen | Franklin's Gardens |
|                    |         |         | Franklin's Gardens |

| 14 dezembro, 2003 |         |                   |            |
| Border Reivers    | 10 - 41 | Llanelli Scarlets | Netherdale |
|                   |         |                   | Netherdale |

| 9 janeiro, 2004   |         |         |              |
| Llanelli Scarlets | 19 - 15 | SU Agen | Stradey Park |
|                   |         |         | Stradey Park |

| 10 janeiro, 2004   |        |         |                    |
| Northampton Saints | 20 - 3 | SU Agen | Franklin's Gardens |
|                    |        |         | Franklin's Gardens |

| 16 janeiro, 2004 |        |                    |            |
| Border Reivers   | 3 - 39 | Northampton Saints | Netherdale |
|                  |        |                    | Netherdale |

| 17 janeiro, 2004 |         |                   |                |
| SU Agen          | 22 - 15 | Llanelli Scarlets | Stade Armandie |
|                  |         |                   | Stade Armandie |

| 23 janeiro, 2004 |        |                    |                |
| SU Agen          | 6 - 19 | Northampton Saints | Stade Armandie |
|                  |        |                    | Stade Armandie |

| 24 janeiro, 2004  |        |         |              |
| Llanelli Scarlets | 53 - 7 | SU Agen | Stradey Park |
|                   |        |         | Stradey Park |

| 1 fevereiro, 2004  |        |                   |                    |
| Northampton Saints | 9 - 18 | Llanelli Scarlets | Franklin's Gardens |
|                    |        |                   | Franklin's Gardens |

| 1 fevereiro, 2004 |      |         |            |
| Border Reivers    | 8 -3 | SU Agen | Netherdale |
|                   |      |         | Netherdale |

Classificação
| Time               | J | V | E | D | T+ | T- | T+/- | P+  | P-  | P+/- | 4+ | 7- | Pts |
| ------------------ | - | - | - | - | -- | -- | ---- | --- | --- | ---- | -- | -- | --- |
| Llanelli Scarlets  | 6 | 5 | 0 | 1 | 17 | 5  | 12   | 160 | 72  | 88   | 2  | 1  | 23  |
| Northampton Saints | 6 | 4 | 0 | 2 | 13 | 4  | 9    | 121 | 54  | 67   | 1  | 1  | 18  |
| SU Agen            | 6 | 2 | 0 | 4 | 8  | 7  | 1    | 83  | 94  | −11  | 1  | 2  | 11  |
| Border Reivers     | 6 | 1 | 0 | 5 | 4  | 26 | −22  | 39  | 183 | −144 | 0  | 0  | 4   |

Legenda: J Jogos, V Vitórias, E Empates, D Derrotas, T+ T- T+/- Tries a favor contra saldo, P+ P- P+/- Pontos a favor contra saldo, 4+ Bônus ofensivo, 7- Bônus defensivo, PTs Pontos,

### Grupo 5
| 6 dezembro, 2003 |        |                  |                           |
| Benetton Treviso | 9 - 33 | Gloucester Rugby | Stadio Comunale di Monigo |
|                  |        |                  | Stadio Comunale di Monigo |

| 6 dezembro, 2003 |         |               |                    |
| Bourgoin         | 17 - 18 | Munster Rugby | Stade Pierre Rajon |
|                  |         |               | Stade Pierre Rajon |

| 13 dezembro, 2003 |         |          |           |
| Gloucester Rugby  | 49 - 13 | Bourgoin | Kingsholm |
|                   |         |          | Kingsholm |

| 13 dezembro, 2003 |        |                  |              |
| Munster Rugby     | 51 - 0 | Benetton Treviso | Thomond Park |
|                   |        |                  | Thomond Park |

| 10 janeiro, 2004 |         |          |                           |
| Benetton Treviso | 42 - 33 | Bourgoin | Stadio Comunale di Monigo |
|                  |         |          | Stadio Comunale di Monigo |

| 10 janeiro, 2004 |        |               |           |
| Gloucester Rugby | 22 - 9 | Munster Rugby | Kingsholm |
|                  |        |               | Kingsholm |

| 17 janeiro, 2004 |         |                  |              |
| Munster Rugby    | 35 - 14 | Gloucester Rugby | Thomond Park |
|                  |         |                  | Thomond Park |

| 18 janeiro, 2004 |         |                  |                    |
| Bourgoin         | 35 - 19 | Benetton Treviso | Stade Pierre Rajon |
|                  |         |                  | Stade Pierre Rajon |

| 24 janeiro, 2004 |         |               |                           |
| Benetton Treviso | 20 - 31 | Munster Rugby | Stadio Comunale di Monigo |
|                  |         |               | Stadio Comunale di Monigo |

| 24 janeiro, 2004 |         |                  |                    |
| Bourgoin         | 18 - 37 | Gloucester Rugby | Stade Pierre Rajon |
|                  |         |                  | Stade Pierre Rajon |

| 31 janeiro, 2004 |         |                  |           |
| Gloucester Rugby | 42 - 11 | Benetton Treviso | Kingsholm |
|                  |         |                  | Kingsholm |

| 31 janeiro, 2004 |        |          |              |
| Munster Rugby    | 26 - 3 | Bourgoin | Thomond Park |
|                  |        |          | Thomond Park |

Classificação
| Time             | J | V | E | D | T+ | T- | T+/- | P+  | P-  | P+/- | 4+ | 7- | Pts |
| ---------------- | - | - | - | - | -- | -- | ---- | --- | --- | ---- | -- | -- | --- |
| Munster Rugby    | 6 | 5 | 0 | 1 | 22 | 5  | 17   | 172 | 76  | 96   | 4  | 0  | 24  |
| Gloucester Rugby | 6 | 5 | 0 | 1 | 22 | 11 | 11   | 197 | 100 | 97   | 4  | 0  | 24  |
| Bourgoin         | 6 | 1 | 0 | 5 | 13 | 22 | −9   | 119 | 191 | −72  | 2  | 1  | 7   |
| Benetton Treviso | 6 | 1 | 0 | 5 | 13 | 32 | −19  | 104 | 225 | −121 | 1  | 0  | 5   |

Legenda: J Jogos, V Vitórias, E Empates, D Derrotas, T+ T- T+/- Tries a favor contra saldo, P+ P- P+/- Pontos a favor contra saldo, 4+ Bônus ofensivo, 7- Bônus defensivo, PTs Pontos,

### Grupo 6
| 5 dezembro, 2003 |         |                 |               |
| Celtic Warriors  | 34 - 25 | Rugby Calvisano | Brewery Field |
|                  |         |                 | Brewery Field |

| 7 dezembro, 2003 |        |           |            |
| London Wasps     | 28 - 7 | Perpignan | Adams Park |
|                  |        |           | Adams Park |

| 13 dezembro, 2003 |         |              |                             |
| Rugby Calvisano   | 33 - 52 | London Wasps | Centro Sportivo San Michele |
|                   |         |              | Centro Sportivo San Michele |

| 13 dezembro, 2003 |         |                 |                  |
| Perpignan         | 26 - 19 | Celtic Warriors | Stade Aimé Giral |
|                   |         |                 | Stade Aimé Giral |

| 10 janeiro, 2004 |        |                 |                  |
| Perpignan        | 48 - 7 | Rugby Calvisano | Stade Aimé Giral |
|                  |        |                 | Stade Aimé Giral |

| 11 janeiro, 2004 |        |                 |            |
| London Wasps     | 9 - 14 | Celtic Warriors | Adams Park |
|                  |        |                 | Adams Park |

| 16 janeiro, 2004 |         |              |               |
| Celtic Warriors  | 12 - 17 | London Wasps | Brewery Field |
|                  |         |              | Brewery Field |

| 17 janeiro, 2004 |         |           |                             |
| Rugby Calvisano  | 11 - 17 | Perpignan | Centro Sportivo San Michele |
|                  |         |           | Centro Sportivo San Michele |

| 23 janeiro, 2004 |         |           |               |
| Celtic Warriors  | 16 - 15 | Perpignan | Brewery Field |
|                  |         |           | Brewery Field |

| 25 janeiro, 2004 |         |                 |            |
| London Wasps     | 46 - 13 | Rugby Calvisano | Adams Park |
|                  |         |                 | Adams Park |

| 1 fevereiro, 2004 |        |              |                  |
| Perpignan         | 6 - 34 | London Wasps | Stade Aimé Giral |
|                   |        |              | Stade Aimé Giral |

| 1 fevereiro, 2004 |         |                 |                             |
| Rugby Calvisano   | 26 - 28 | Celtic Warriors | Centro Sportivo San Michele |
|                   |         |                 | Centro Sportivo San Michele |

Classificação
| Time            | J | V | E | D | T+ | T- | T+/- | P+  | P-  | P+/- | 4+ | 7- | Pts |
| --------------- | - | - | - | - | -- | -- | ---- | --- | --- | ---- | -- | -- | --- |
| London Wasps    | 6 | 5 | 0 | 1 | 22 | 8  | 14   | 186 | 85  | 101  | 3  | 1  | 24  |
| Celtic Warriors | 6 | 4 | 0 | 2 | 11 | 10 | 1    | 123 | 118 | 5    | 2  | 2  | 20  |
| Perpignan       | 6 | 3 | 0 | 3 | 13 | 11 | 2    | 119 | 115 | 4    | 2  | 1  | 15  |
| Rugby Calvisano | 6 | 0 | 0 | 6 | 13 | 30 | −17  | 115 | 225 | −110 | 1  | 2  | 3   |

Legenda: J Jogos, V Vitórias, E Empates, D Derrotas, T+ T- T+/- Tries a favor contra saldo, P+ P- P+/- Pontos a favor contra saldo, 4+ Bônus ofensivo, 7- Bônus defensivo, PTs Pontos,

### Atribuição de lugares
| Vaga | Vencedores         | Pts | TF | +/−  |
| ---- | ------------------ | --- | -- | ---- |
| 1    | Stade Toulousain   | 25  | 18 | +92  |
| 2    | London Wasps       | 24  | 22 | +101 |
| 3    | Munster Rugby      | 24  | 22 | +97  |
| 4    | Llanelli Scarlets  | 23  | 17 | +88  |
| 5    | Biarritz Olympique | 20  | 18 | +42  |
| 6    | Stade Français     | 18  | 11 | +54  |
| Vaga | Segundos           | Pts | TF | +/−  |
| 7    | Gloucester Rugby   | 24  | 22 | +96  |
| 8    | Edinburgh Rugby    | 22  | 14 | +41  |
| -    | Celtic Warriors    | 20  | 11 | +5   |
| -    | Northampton Saints | 18  | 13 | +67  |
| -    | Leinster Rugby     | 18  | 13 | +29  |
| -    | Leicester Tigers   | 15  | 17 | +22  |

## Segunda fase
|  | Quartas de final   | Quartas de final       |                             |    | Semifinais | Semifinais |  |  | Final | Final |
|  |                    |                        |                             |    |            |            |  |  |       |       |
|  | Toulouse           |                        |                             |    |            |            |  |  |       |       |
|  |                    |                        |                             |    |            |            |  |  |       |       |
|  | Toulouse           | 36                     |                             |    |            |            |  |  |       |       |
|  | Toulouse           | 36                     | Toulouse                    |    |            |            |  |  |       |       |
|  | Edinburgh          | 10                     |                             |    |            |            |  |  |       |       |
|  | Edinburgh          | 10                     | Toulouse                    | 19 |            |            |  |  |       |       |
|  | Llanelli           |                        | Toulouse                    | 19 |            |            |  |  |       |       |
|  |                    | Biarritz Olympique     | 11                          |    |            |            |  |  |       |       |
|  | Llanelli           | Biarritz Olympique     | 11                          | 10 |            |            |  |  |       |       |
|  | Llanelli           |                        | Twickenham Stadium, Londres | 10 |            |            |  |  |       |       |
|  | Biarritz Olympique | 27                     |                             |    |            |            |  |  |       |       |
|  | Biarritz Olympique | 27                     | Toulouse                    | 20 |            |            |  |  |       |       |
|  | Munster            |                        | Toulouse                    | 20 |            |            |  |  |       |       |
|  |                    | London Wasps           | 27                          |    |            |            |  |  |       |       |
|  | Munster            | London Wasps           | 27                          | 37 |            |            |  |  |       |       |
|  | Munster            | Lansdowne Road, Dublin |                             | 37 |            |            |  |  |       |       |
|  | Stade Français     | 32                     |                             |    |            |            |  |  |       |       |
|  | Stade Français     | 32                     | Munster (Irlanda)           | 32 |            |            |  |  |       |       |
|  | Londres            |                        | Munster (Irlanda)           | 32 |            |            |  |  |       |       |
|  |                    | London Wasps           | 37                          |    |            |            |  |  |       |       |
|  | London Wasps       | London Wasps           | 37                          | 34 |            |            |  |  |       |       |
|  | London Wasps       |                        |                             | 34 |            |            |  |  |       |       |
|  | Gloucester         | 3                      |                             |    |            |            |  |  |       |       |
|  | Gloucester         | 3                      |                             |    |            |            |  |  |       |       |

### Quartas-de-final
| 9 abril, 2004     |         |                    |              |
| Llanelli Scarlets | 10 - 27 | Biarritz Olympique | Stradey Park |
|                   |         |                    | Stradey Park |

| 10 abril, 2004   |         |                 |                           |
| Stade Toulousain | 36 - 10 | Edinburgh Rugby | Stade Municipal, Toulouse |
|                  |         |                 | Stade Municipal, Toulouse |

| 10 abril, 2004 |         |                |              |
| Munster Rugby  | 37 - 32 | Stade Français | Thomond Park |
|                |         |                | Thomond Park |

| 11 abril, 2004 |        |                  |            |
| London Wasps   | 34 - 3 | Gloucester Rugby | Adams Park |
|                |        |                  | Adams Park |

### Semi-finais
| 24 abril, 2004   |         |                    |                     |
| Stade Toulousain | 19 - 11 | Biarritz Olympique | Stade Chaban Delmas |
|                  |         |                    | Stade Chaban Delmas |

| 25 abril, 2004 |         |              |                |
| Munster Rugby  | 32 - 37 | London Wasps | Lansdowne Road |
|                |         |              | Lansdowne Road |

## Final
| 23 maio, 2004 |         |                                                                                                 |                                                                   |
| London Wasps | 27 - 20 | Stade Toulousain                                                                                | Twickenham Stadium, London Público: 73,057 Árbitro: Alain Rolland |
| Tries: Stuart Abbott 19' Mark van Gisbergen 43' Robert Howley 79' Con: Mark van Gisbergen (3) Pen: Mark van Gisbergen (2) 15', 31' |         | Try: Yann Delaigue 38' Pen: Yann Delaigue (2) 6', 12' Jean-Baptiste Élissalde (3) 57', 72', 77' | Twickenham Stadium, London Público: 73,057 Árbitro: Alain Rolland |

## Campeão
| Copa Heineken 2003-04                 |
| ------------------------------------- |
| London Wasps High Wycombe (1º título) |